# Onychognathus frater
Onychognathus frater е вид птица от семейство Скорецови (Sturnidae).

## Разпространение
Видът е разпространен в Йемен.